# Peix emperador gris
El peix emperador gris (Lutjanus griseus) és una espècie de peix de la família dels lutjànids i de l'ordre dels perciformes.

## Morfologia
- Els mascles poden assolir 89 cm de longitud total.[2]

## Alimentació
Menja principalment de nit peixets, gambes, crancs, gastròpodes, cefalòpodes i plàncton.

## Depredadors
És depredat per Gymnothorax moringa, Gymnothorax funebris (als Estats Units) i Sphyraena barracuda (Estats Units).

## Hàbitat
És un peix de clima subtropical i associat als esculls de corall que viu entre 5-180 m de fondària.

## Distribució geogràfica
Es troba des de Massachusetts (Estats Units) i Bermuda fins a Rio de Janeiro (Brasil), incloent-hi el Golf de Mèxic, les Índies Occidentals i el Carib.